# Paraphrynus cubensis
Espèce
Paraphrynus cubensis est une espèce d'amblypyges de la famille des Phrynidae.

## Distribution
Cette espèce est endémique de Cuba. Elle se rencontre vers San Antonio de los Baños.

## Étymologie
Son nom d'espèce, composé de cub[a] et du suffixe latin -ensis, « qui vit dans, qui habite », lui a été donné en référence au lieu de sa découverte, Cuba.

## Publication originale
- Quintero, 1983 : Revision of the amblypygid spiders of Cuba and their relationships with the Caribbean and continental American amblypygid fauna. Studies Fauna Curacao other Caribbean Islands, vol. 65, p. 1-54.